# Sahra Wagenknechtová
Sahra Wagenknechtová (nepřechýleně Wagenknecht, * 16. července 1969 Jena) je německá politička, ekonomka a publicistka. Byla poslankyní Německého spolkového sněmu. Byla členkou a místopředsedkyní strany Die Linke. Od ledna 2024 je předsedkyní strany Bündnis Sahra Wagenknecht.

## Životopis
Narodila se 16. července 1969 v Jeně v Německé demokratické republice. Její matka pracovala ve státním podniku zabývajícím se uměním. Až do roku 1976, kdy se s matkou přestěhovala do Východního Berlína, se o ni starali hlavně prarodiče. V Berlíně se stala členkou mládežnické organizace FDJ. V roce 1988 dokončila středoškolské vzdělání a začátkem roku 1989 vstoupila do SED.
Otec Sahry Wagenknechtové je Íránec, matka Němka. Otec byl studentem v tehdejším Západním Berlíně a měl možnost navštěvovat NDR. Po cestě do Íránu začátkem 70. let je nezvěstný.
Jejím druhým manželem je od 22. prosince 2014 Oskar Lafontaine, politik strany Die Linke. Lafontaine je bývalým celoněmeckým předsedou Sociálnědemokratické strany Německa (SPD), za kterou byl krátkodobě spolkovým ministrem financí v první vládě kancléře Gerharda Schrödera.
V letech 2010–2014 byla místopředsedkyní strany Die Linke. Z této strany 23. října 2023 vystoupila a založila stranu novou (Bündnis Sahra Wagenknecht, zkráceně BSW) a v předčasných volbách v únoru 2025 jen o několik setin procenta nepřekonala pětiprocentní hranici potřebnou pro vstup do německého federálního parlamentu.